# Тычинский, Владимир Павлович
Тычинский Владимир Павлович (17 января 1925 г., г. Харьков — 6 июля 2014 г. Москва) советский и российский ученый физик. Специалист в области прикладной оптики, микроскопии и квантовой электроники. Окончил Московский Электротехнический Институт Связи (Московский технический университет связи и информатики сейчас), инженер (1944), к.т. н. (МЭИ, 1947), д.т. н. (МЭИ, 1963), профессор (1967). В 1943 г. техник по настройке портативных радиостанций, завод № 528, Москва; 1944—1947 г — аспирант МЭИ. С 1947 по 1963 г. нач. лаборатории НИИ-160 («Исток») г. Фрязино; 1963—1970 г. нач. лаборатории НИИ Прикладной Физики (Москва)(НПО «Орион»), с 1970 по 1974 нач. отдела, НИИ «Полюс» им. М. Ф. Стельмах (Москва); с 1974 по 2014 г. — профессор МИРЭА (ТУ).
Работы в области СВЧ-электроники: разработка магнетронов для бортовых локаторов (1949—1952); исследования волн пространственного заряда в электронных пучках и в магнетронах (1950—1955); разработка малошумящих параметрических СВЧ-усилителей (1958); Квантовая электроника: первый в России серийный гелий-неоновый лазер ОКГ-13 (1960—1963); мощные СО2-лазеры, в том числе для программной газо-лазерной резки материалов (1968—1974); Когерентная оптика: разработка первых в мире когерентных фазовых микроскопов («Эйрискан», «Цитоскан») (1985—2005); Впервые показано сверх разрешение в фазовых изображениях (1989), его теория (2008); Применения когерентной фазовой микроскопии в биологии и медицине (1985—2014.). Регистрация внутриклеточных процессов и объяснение природы метаболической компоненты рефрактерности в клетках (2007). Почетный лектор общества «Знание». Участник международных конференций по прикладной оптике. Автор более 250 научных трудов, изобретений; уделял внимание подготовке научных кадров (18 кандидатов наук). Награжден медалями.
- Публикации
  - 2006 Инновационные технологии в лечении и реабилитации больных с опухолями головы и шеиРешетов И.В., Чиссов В.И., Панченко В.Я., Макаров В.Н., Гулый Р.В., Левашов Е.А., Данилейко Ю.К., Тычинский В.П. в журнале Альманах клинической медицины, издательство МОНИКИ (М.), том 12, с. 156-156
  - 2001 Исследование состояния плазматической мембраны нейрона с помощью динамической фазовой микроскопии Бриндикова Т., Новиков С., Максимов Г., Шалыгин А., Вышенская Т., Тычинский В., Рубин А. в журнале Биологические мембраны, издательство ФГБУ "Издательство "Наука" (Москва), том 18, № 5, с. 359-362 DOI
  - 2008 В. П. Тычинский, “Сверхразрешение и сингулярности в фазовых изображениях”, УФН, 178:11 (2008), 1205–1214 mathnet; V. P. Tychinskii, “Superresolution and singularities in phase images”, Phys. Usp., 51:11 (2008), 1161–1169
  - 2007 В. П. Тычинский, “Динамическая фазовая микроскопия: возможен ли “диалог” с клеткой?”, УФН, 177:5 (2007), 535–552 mathnet; V. P. Tychinskii, “Dynamic phase microscopy: is а 'dialogue' with the cell possible?”, Phys. Usp., 50:5 (2007), 513–528
  - 2002 А. В. Кретушев, В. П. Тычинский, “Сверхразрешение на сингулярных участках фазовых изображений”, Квантовая электроника, 32:1 (2002), 66–70  mathnet [A. V. Kretushev, V. P. Tychinskii, “Superresolution at the singularities of phase images”, Quantum Electron., 32:1 (2002), 66–70
  - 2001 В. П. Тычинский, “Когерентная фазовая микроскопия внутриклеточных процессов”, УФН, 171:6 (2001), 649–662 mathnet; V. P. Tychinskii, “Coherent phase microscopy of intracellular processes”, Phys. Usp., 44:6 (2001), 617–629
  - 1997 В. П. Тычинский, Г. Э. Куфаль, Т. В. Вышенская, Е. В. Переведенцева, С. Л. Никандров, “Измерения субмикронных структур на лазерном фазовом микроскопе «Эйрискан»”, Квантовая электроника, 24:8 (1997),  754–758  mathnet [V. P. Tychinskii, G. È. Kufal', T. V. Vyshenskaya, E. V. Perevedentseva, S. L. Nikandrov, “Measurements of submicron structures with the Airyscan laser phase microscope”, Quantum Electron., 27:8 (1997), 735–739
  - 1996 В. П. Тычинский, “Микроскопия субволновых структур”, УФН, 166:11 (1996), 1219–1229  mathnet; V. P. Tychinskii, “Microscopy of subwavelength structures”, Phys. Usp., 39:11 (1996), 1157–1167 
  - 1990 В. П. Тычинский, А. В. Тавров, “Лазерный компьютерный фазовый микроскоп с пространственным разрешением 10 нм”, Квантовая электроника, 17:3 (1990),  264–266  mathnet [V. P. Tychinskii, A. V. Tavrov, “Laser computer-controlled phase microscope with a spatial resolution of 10 nm”, Sov J Quantum Electron, 20:3 (1990), 206–207 
  - 1985 В. П. Тычинский, С. А. Жерновой, “Критические флуктуации ориентации в НЖК в окрестности перехода фредерикса”, Письма в ЖТФ, 11:12 (1985), 740–744
  - 1983 В. П. Тычинский, “Корреляционная интерферометрия рассеянного лазерного излучения”, Квантовая электроника, 10:6 (1983),  1256–1259  mathnet [V. P. Tychinskii, “Correlation interferometry of scattered laser radiation”, Sov J Quantum Electron, 13:6 (1983), 807–809 
  - 1975 В. П. Захаров, Ю. А. Снежко, В. П. Тычинский, “Лазерный микроинтерферометр”, Квантовая электроника, 2:6 (1975), 1142–1146 mathnet [V. P. Zakharov, Yu. A. Snezhko, V. P. Tychinskii, “Laser microinterferometer”, Sov J Quantum Electron, 5:6 (1975), 618–620]
  - 1973 В. П. Бабенко, В. И. Макаров, Ю. А. Наперстак, Б. Я. Рубинчик, В. П. Тычинский, “Лазерная установка с программным управлением для резки материалов”, Квантовая электроника, 1973, № 1(13),  132–133 mathnet [V. P. Babenko, V. I. Makarov, Yu. A. Naperstak, B. Ya. Rubinchik, V. P. Tychinskii, “Program-controlled laser unit for cutting of materials”, Sov J Quantum Electron, 3:1 (1973)
  - 1972 В. П. Бабенко, В. П. Тычинский, “Газолазерная резка материалов (обзор)”, Квантовая электроника, 1972, № 5(11),  3–21  mathnet [V. P. Babenko, V. P. Tychinskii, “Gas-jet laser cutting (review)”, Sov J Quantum Electron, 2:5 (1973), 399–410
  - 1967 В. П. Тычинский, “Мощные газовые лазеры”, УФН, 91:3 (1967),  389–424  mathnet; V. P. Tychinskii, “Powerful gas lasers”, Phys. Usp., 10:2 (1967), 131–152